# 236A busz (Budapest)
A budapesti 236A jelzésű autóbusz a Ganztelep, Mednyánszky utca és a Havanna utcai lakótelep között közlekedik. A 236-os busz betétjárata. A 236-os a Vecsés, Market Central Ferihegy és a Havanna utcai lakótelep között jár. A viszonylatokat a Budapesti Közlekedési Zrt. üzemelteti.

## Története
A járatot 2013. november 4-én indították a Havanna lakótelep és a Ganztelep, Mednyánszky utca között.
2020. április 1-jén a koronavírus-járvány miatt bevezették a szombati menetrendet, ezért a vonalon a forgalom szünetelt. Az intézkedést a zsúfoltság miatt már másnap visszavonták, így április 6-ától újra a tanszüneti menetrend van érvényben, a szünetelő járatok is újraindultak.

## Útvonala
| Ganztelep, Mednyánszky utca → Havanna utcai lakótelep → Ganztelep, Mednyánszky utca | Ganztelep, Mednyánszky utca → Havanna utcai lakótelep → Ganztelep, Mednyánszky utca |
| --- | ----------------------------------------------------------------------------------- |
| Ganztelep, Mednyánszky utca vá. – Mednyánszky utca – Bartók Béla utca – Benczúr utca – Üllői út – Béke tér – Nagybánya utca – Nap utca – Bakonybánk utca – Szinyei Merse utca – Nagybánya utca – Béke tér – Üllői út – Baross utca – Margó Tivadar utca – Kinizsi Pál utca – Barta Lajos utca – Csapó utca – Darányi Ignác utca – Üllői út – Thököly út – SZTK szervizút – Gárdonyi Géza utca – Haladás utca – Czuczor Gergely utca – Ráday Gedeon utca – Üllői út – Béke tér szervizút – Királyhágó út – Nagybánya utca – Nap utca – Bakonybánk utca – Szinyei Merse utca – Nagybánya utca – Béke tér – Üllői út – Mednyánszky utca – Ganztelep, Mednyánszky utca vá. |                                                                                     |

## Megállóhelyei
Az átszállás kapcsolatok között a 236-os jelzésű járat nincsen feltüntetve, mivel ugyanazon az útvonalon közlekednek.
| 0  | Ganztelep, Mednyánszky utca végállomás |                                                                                          |
| 1  | Kupeczky János utca                    | 193E, 266                                                                                |
| 3  | Gyergyó utca                           | 193E, 266                                                                                |
| 4  | Rába utca                              | 193E, 266                                                                                |
| 5  | Pestszentlőrinc, Béke tér              | 50 166, 193E, 266 577                                                                    |
| 6  | Duna utca                              | 166, 266                                                                                 |
| 8  | Ferihegy vasútállomás                  | 166, 200E, 266 575, 576, 578, 580, 581 S50 Z50 IC, sebesvonat, gyorsvonat, expresszvonat |
| 9  | Duna utca                              | 166, 266                                                                                 |
| 10 | Pestszentlőrinc, Béke tér              | 50 166, 193E, 266 577                                                                    |
| 11 | Ungvár utca                            | 50                                                                                       |
| 12 | Bajcsy-Zsilinszky út                   | 50 183                                                                                   |
| 13 | Honvéd utca                            | 50 183                                                                                   |
| 14 | Iparvasút                              | 50                                                                                       |
| 15 | Madarász utca                          | 50                                                                                       |
| 16 | Szarvas csárda tér                     | 50 93, 93A, 182, 182A, 183, 184, 193E, 198, 217, 217E, 282E, 284E 577                    |
| 17 | Thököly út                             | 50 36, 93, 93A                                                                           |
| 18 | Baross utca                            | 50 36, 93, 93A                                                                           |
| 19 | Margó Tivadar utca                     | 36, 93, 93A, 136E                                                                        |
| 20 | Fiatalság utca                         | 36, 132E, 136, 142E                                                                      |
| 20 | Barta Lajos utca                       | 36, 93, 93A, 132E, 136, 142E                                                             |
| 21 | Kondor Béla sétány                     | 132E, 136, 142E                                                                          |
| 22 | Vörösmarty Mihály utca                 | 132E, 136, 142E                                                                          |
| 23 | Dembinszky utca                        | 136                                                                                      |
| 24 | Margó Tivadar utca                     | 50 136                                                                                   |
| 25 | Kemény Zsigmond utca                   | 50                                                                                       |
| 26 | Baross utca                            | 50 36, 93, 93A                                                                           |
| 26 | Thököly út                             | 50 36, 93, 93A                                                                           |
| 28 | Szakorvosi rendelőintézet              |                                                                                          |
| 29 | Lőrinci piac                           |                                                                                          |
| 30 | Regény utca                            | 93, 93A, 182, 182A, 183, 184, 198, 217, 217E, 282E, 284E                                 |
| 30 | Pestszentlőrinc, Szarvas csárda tér    | 93, 93A, 182, 182A, 183, 184, 198, 217, 217E, 282E, 284E                                 |
| 31 | Szarvas csárda tér                     | 50 93, 93A, 182, 182A, 183, 184, 193E, 198, 217, 217E, 282E, 284E 577                    |
| 32 | Madarász utca                          | 50                                                                                       |
| 33 | Iparvasút                              | 50                                                                                       |
| 34 | Honvéd utca                            | 50 183                                                                                   |
| 35 | Bajcsy-Zsilinszky út                   | 50 183                                                                                   |
| 36 | Ungvár utca                            | 50                                                                                       |
| 37 | Pestszentlőrinc, Béke tér              | 50 166, 193E, 266 577                                                                    |
| 38 | Duna utca                              | 166, 266                                                                                 |
| 40 | Ferihegy vasútállomás                  | 166, 200E, 266 575, 576, 578, 580, 581 S50 Z50 IC, sebesvonat, gyorsvonat, expresszvonat |
| 41 | Duna utca                              | 166, 266                                                                                 |
| 42 | Pestszentlőrinc, Béke tér              | 50 166, 193E, 266 577                                                                    |
| 42 | Pestszentlőrinc, Béke tér              | 193E, 266                                                                                |
| 43 | Rába utca                              | 193E, 266                                                                                |
| 44 | Gyergyó utca                           | 193E, 266                                                                                |
| 45 | Kupeczky János utca                    | 193E, 266                                                                                |
| 46 | Ganztelep, Mednyánszky utca végállomás | 193E, 266                                                                                |